# El Defensor de la Carta de Mayo
Fue el primer periódico de la Provincia de San Juan que tuvo una breve aparición en 1825. Se editó en los días previos a la sanción de la Carta de Mayo impulsada por Salvador María del Carril y fue creado como medio de defensa y promoción de esta.
Con la caída del gobierno de Del Carril a los 2 días de la última publicación se dejó de publicar.

## Otros datos
- Su primer número se publicó en 29 de junio de 1825 y constaba de 5 páginas.
- El segundo, y último, número se publicó el 14 de julio conteniendo 4 páginas.
- Se imprimía en una imprenta del estado, adquirida ese mismo año con fondos obtenidos de la liquidación de bienes eclesiásticos, especialmente de los obtenidos de la liquidación de los bienes de los conventos de Santo Domingo, San Agustín y La Merced debido a la clausura y suspensión a perpetuidad de ellos que el mismo había dictado.
- Su tamaño era de 26,8 centímetros de largo por 18 de ancho.
- Su contenido se centró inmensamente en la Carta de Mayo y la defensa del gobierno de Del Carril como impulsor de ella.
- La mayoría de los textos contenidos están redactados a modo de epístolas, género literario común en el periodismo de esa época.
- Algunos historiadores sostienen que los ejemplares de este periódico fueron quemados en la hoguera junto con ejemplares de la Carta de Mayo.
- La imprenta era una pequeña minerva, que contaba con primitivos galerones y tipos.
- No hay registros de que se haya vendido algún ejemplar, o que se hallaran a la venta o suscripción. Tampoco consta en ningún registro de la imprenta del estado la impresión en favor de particular alguno.
- No hay registros de la cantidad de ejemplares que se imprimieron.
- En esta misma imprenta en 1839 publicó Sarmiento su periódico, El Zonda.